# Delahaye 12–16 CV

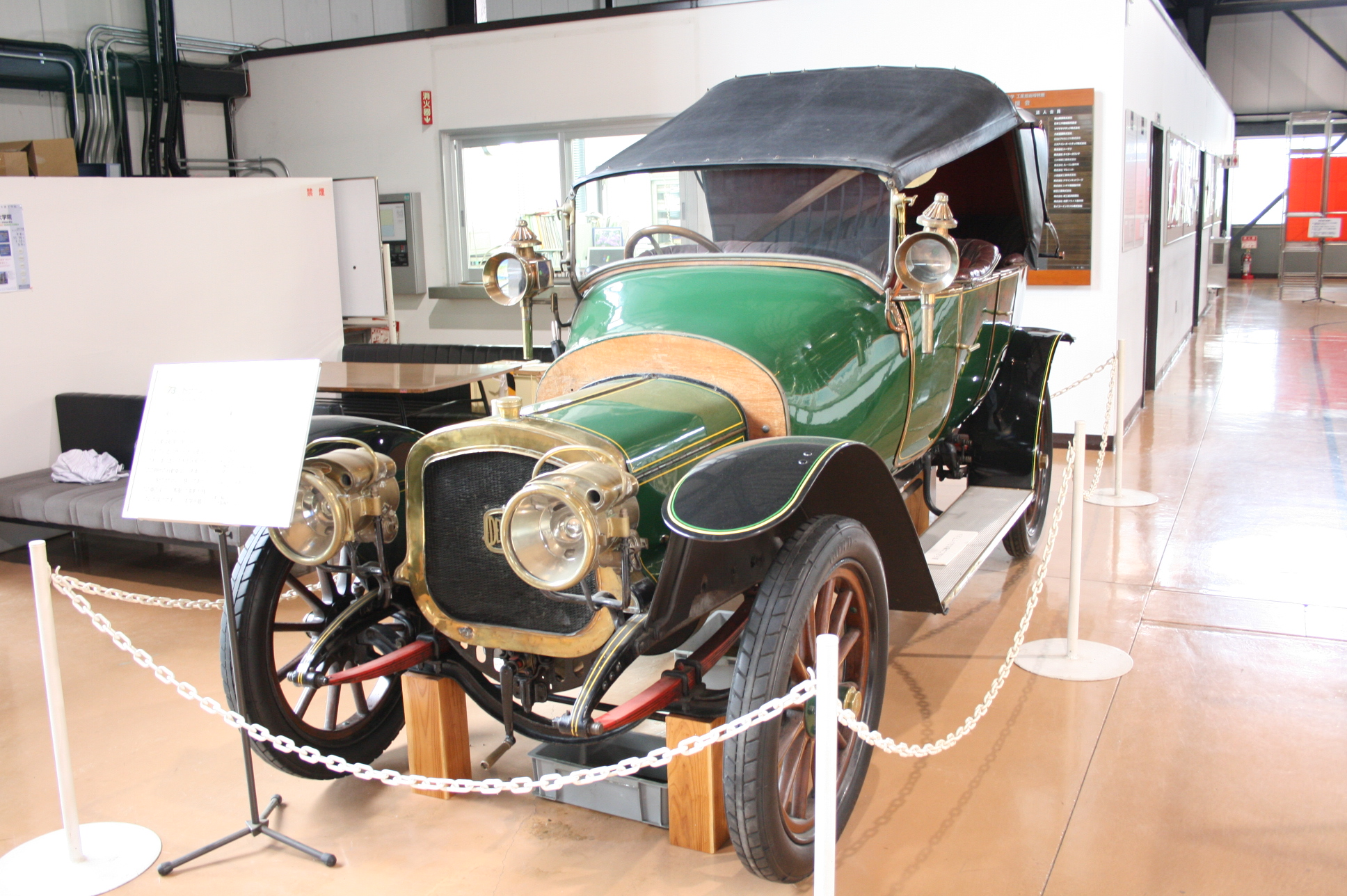
Delahaye Type 32

Der Delahaye 12–16 CV war eine Pkw-Modellreihe des französischen Automobilherstellers Delahaye. Dabei stand das CV für die Steuer-PS. Zu dieser Modellreihe gehörten: 
- Delahaye Type 32 (1907–1914)
- Delahaye Type 64 (1913–1920)